# 8813 Leviathan
A 8813 Leviathan (ideiglenes jelöléssel 1983 WF1) a Naprendszer kisbolygóövében található aszteroida. Edward L. G. Bowell fedezte fel 1983. november 29-én.